# 난소 낭종
난소 낭종(卵巢囊腫, ovarian cyst) 또는 난소 낭포(卵巢囊胞)는 난소가 수액으로 차있는 물주머니이다. 난소낭, 난소물혹이라고도 한다. 증상이 없기도 하다. 복부가 팽창하거나 아랫배가 아파올 수 있으며 하부 요통이 있을 수 있다.

## 증상
다음의 증상 중 일부 또는 전체가 존재할 수 있지만 증상을 아에 경험하지 않을 가능성도 존재한다:
- 복통
- 자궁 출혈
- 복부 팽창, 복부가 꽉차고 무거운 느낌
- 난소에서 낭포가 파열되면 아랫배에 한 쪽으로 급성 통증이 올 수 있다.
- 배뇨 주기 및 용이성의 변화, 배변의 어려움
- 피로, 두통과 같은 증상
- 메스꺼움이나 구토
- 체중 증가

### 낭종 파열
파열된 난소 낭포는 보통 자기 제어를 하며 상황과 진통제를 주시할 필요가 있다. 주된 증상은 복통이지만 증상이 없을 수도 있다. 통증은 수 일에서 수 주에 이를 수 있다. 커다란 난소 낭종의 파열은 복강내출혈을 일으킬 수 있으며 일부의 경우 쇼크가 발생하기도 한다.

### 난소 염전
난소 낭종은 난소 염전의 위험을 증가시키는데, 4 센티미터 이상의 낭종은 대략적으로 17%의 위험과 관련된다. 염전은 혈류를 방해하여 경색을 일으킬 수 있다.

## 진단
난소 낭종은 초음파, CT 촬영, MRI 중 하나를 통해 진단하는 것이 보통이다.

### 점수 체계
난소 낭종이 난소암이 될 위험성을 측정하는 여러 시스템이 있는데, 여기에는 RMI(악성 지수 위험도), LR2, SR(단순 룰)을 포함한다. 이러한 체계의 민감도와 특이성은 아래의 표와 같다:
| 점수 체계 | 폐경 전 | 폐경 전 | 폐경 후 | 폐경 후 |
| 점수 체계 | 민감도  | 특이성  | 민감도  | 특이성  |
| --------- | ------- | ------- | ------- | ------- |
| RMI I     | 44%     | 95%     | 79%     | 90%     |
| LR2       | 85%     | 91%     | 94%     | 70%     |
| SR        | 93%     | 83%     | 93%     | 76%     |

## 치료
갑상선 기능 저하증이나 기타 내분비 문제와 연결된 낭종은 기반이 되는 질병을 치료함으로써 관리된다.
난소 낭종의 약 95%는 양성으로 암이 아니다.